# 韩佚
韩佚（937年—995年），辽朝官员。韓延徽之孙。
曾祖韩梦殷，太子庶子。祖父韩颖（韩延徽），尚书令。伯父韓德樞，政事令。父亲韩德隣，早亡。韩佚生于辽太宗天显十二年（937年）。辽穆宗应历七年（957年），韩德枢作镇东平，韩佚年方二十一岁，始补衙内都指挥使。应历年间，以名家子特授权辽兴军节度副使，银青崇禄大夫，检校国子祭酒兼监察御史、武骑尉。保宁初改授营州刺史，檢校工部尚书。官至始平军节度管内观察处置等使、崇禄大夫、检校太保、使持节辽州诸军事、行辽州刺史、兼御史大夫、上柱国、昌黎县开国男、食邑三百户。辽圣宗统和十三年（995年）去世，享年五十九岁。葬幽都县房仙乡鲁郭里之西原，韩佚妻王氏。。